# Cadillac V-12
Cadillac V-12 – samochód osobowy produkowany pod amerykańską marką Cadillac w latach 1930–1937. Powstały dwie generacje tego modelu.

## Galeria

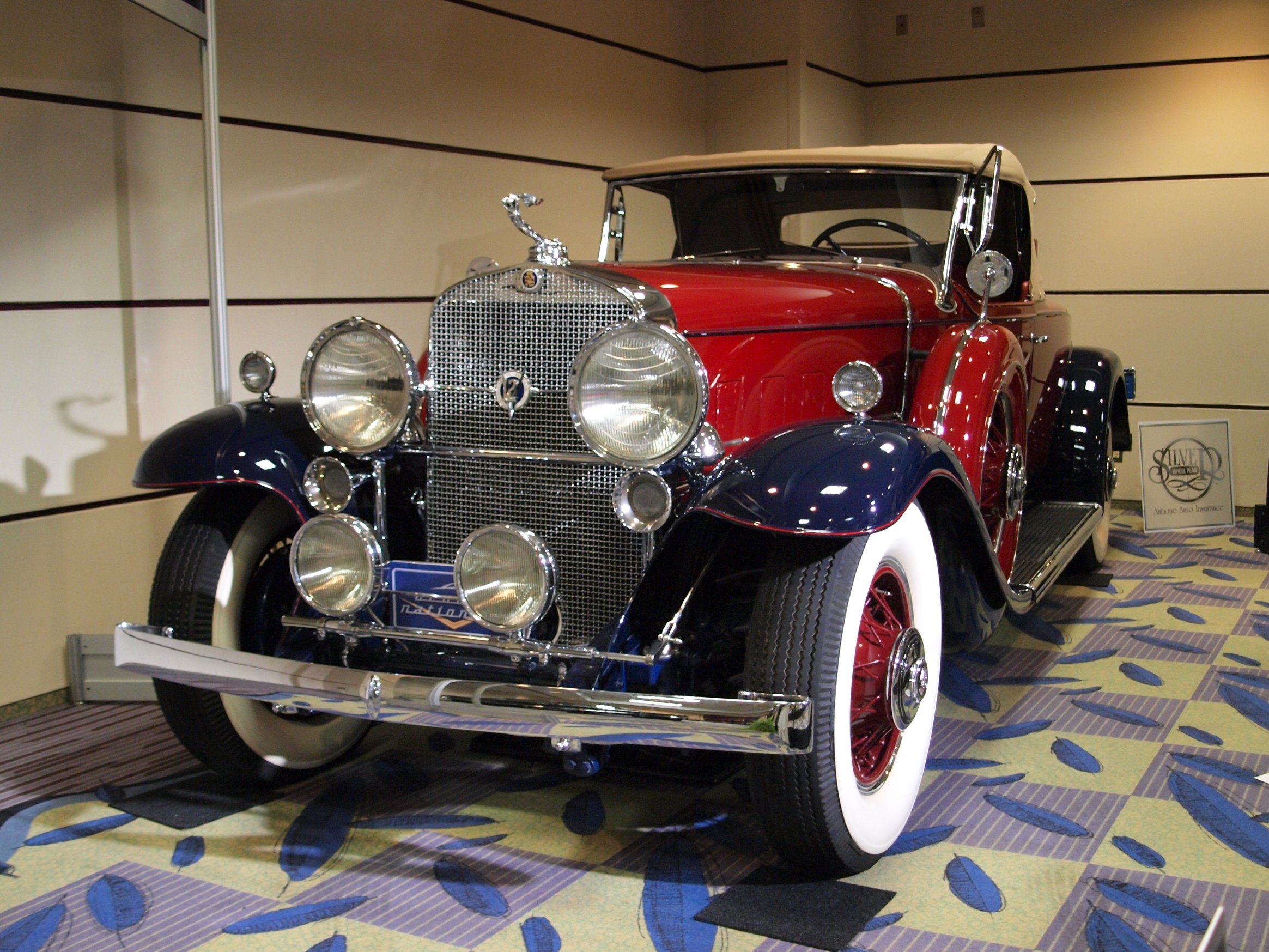
Cadillac V-12 I
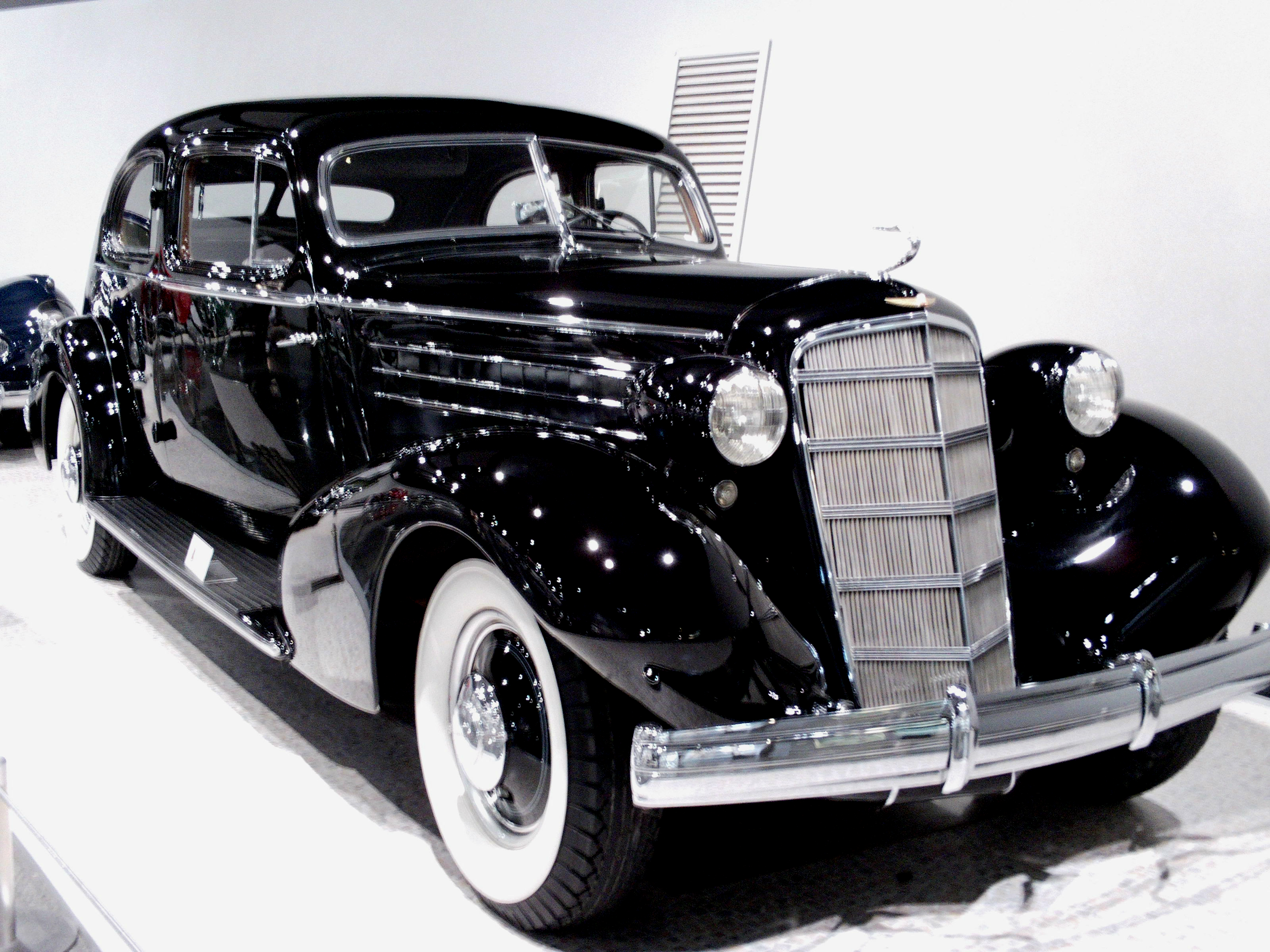
Cadillac V-12 II